# Totally Hot
Totally Hot — десятый студийный альбом австралийской певицы Оливии Ньютон-Джон, выпущенный 21 ноября 1978 года на лейблах EMI в Великобритании и Европе и MCA Records в Северной Америке.

## Список композиций
| №  | Название                       | Автор(ы)                     | Длительность |
| -- | ------------------------------ | ---------------------------- | ------------ |
| 1. | «Please Don’t Keep Me Waiting» | Джон Фальсия, Стивен Синклер | 5:51         |
| 2. | «Dancin’ ’Round and ’Round»    | Адам Митчелл                 | 4:02         |
| 3. | «Talk to Me»                   | Оливия Ньютон-Джон           | 3:31         |
| 4. | «Deeper Than the Night»        | Том Сноу, Джонни Вастано     | 3:39         |
| 5. | «Borrowed Time»                | Оливия Ньютон-Джон           | 3:38         |

| №  | Название                    | Автор(ы)                                | Длительность |
| -- | --------------------------- | --------------------------------------- | ------------ |
| 1. | «A Little More Love»        | Джон Фаррар                             | 3:29         |
| 2. | «Never Enough»              | Джон Фаррар, Тевор Спенсер, Алан Тарней | 4:13         |
| 3. | «Totally Hot»               | Джон Фаррар                             | 3:14         |
| 4. | «Boats Against the Current» | Эрик Кармен                             | 4:00         |
| 5. | «Gimme Some Lovin’»         | Спенсер Дэвис, Муфф Винвуд, Стив Винвуд | 4:15         |

## Чарты

### Еженедельные чарты
| Чарт (1978–1979)                   | Высшая позиция |
| ---------------------------------- | -------------- |
| Австралия (Kent Music Report)      | 7              |
| Великобритания (UK Albums Chart)   | 30             |
| Канада (RPM Top Albums/CDs)        | 5              |
| Нидерланды (Album Top 100)         | 5              |
| Новая Зеландия (RMNZ)              | 18             |
| Норвегия (VG-lista)                | 4              |
| США (Billboard 200)                | 7              |
| США (Billboard Top Country Albums) | 4              |
| Швеция (Sverigetopplistan)         | 9              |
| Япония (Oricon)                    | 9              |

### Годовые чарты
| Чарт (1979)                        | Позиция |
| ---------------------------------- | ------- |
| Канада (RPM Year-End)              | 22      |
| США (Billboard 200)                | 35      |
| США (Billboard Top Country Albums) | 14      |

## Сертификации и продажи
| Регион                                                      | Сертификация | Продажи    |
| ----------------------------------------------------------- | ------------ | ---------- |
| Великобритания (BPI)                                        | Золотой      | 100 000^   |
| Канада (Music Canada)                                       | Платиновый   | 100 000^   |
| Нидерланды (NVPI)                                           | Золотой      | 50 000^    |
| США (RIAA)                                                  | Платиновый   | 1 000 000^ |
| Япония                                                      | —            | 47 280     |
| ^ Данные о тиражах приведены только на основе сертификации. |              |            |